# Congresul sionist de la Focșani, 1881

Samuel Pineles, președintele Congresului sionist de la Focșani

În zilele 30 și 31 decembrie 1881, la Focșani s-a deschis primul congres sionist al Uniunilor Sioniste din România. 
Scopul sioniștilor era recolonizarea teritoriilor din Țara Israel. La congres au participat 56 de delegați care au reprezentat 33 de organizații sioniste locale, organizații care reprezentau aproximativ 70.000 de activiști evrei, o treime din evreii români.
Președintele congresului a fost Samuel Pineles din Galați, iar secretarul congresului a fost David Rintzler. La congresul din Focșani a fost intonat pentru prima oară imnul Hatikva, azi imnul oficial al statului Israel.
Marele Congres de la Focșani, cum mai este el cunoscut, a hotărât că soluția pentru rezolvarea problemei evreiești din România este emigrarea în Israel și înființarea de colonii agricole, pentru crearea unei vieți noi evreiești, independente, spre a putea continua tradiția și cultura evreiască, cei emigrați urmând să dea ajutorul necesar celor care vor să emigreze. Hotărârile Congresului au început să fie puse în aplicare în anul 1882 când au ajuns în Israel pionierii evrei care au întemeiat orașele Roș Pina și Zihron Iacov, printre ei și 3 familii din Focșani (Israel Sehter, Alter Vainstoc-Filderman și Itzhak Aaron Apelboim).

## Ecouri peste timp
La Conferința internațională „Primul Congres Sionist de la Focșani 1881”, desfășurată la Focșani și București, între 27-29 noiembrie 2011, autorii prelegerilor și comunicărilor științifice au subliniat rolul de pionier al evreilor români, nu numai prin faptul că acest congres de la Focșani a fost organizat cu peste un deceniu înaintea celui de la Basel, ci și prin consecințele lui concrete, plecarea unor grupuri de evrei români în Palestina, care au cumpărat acolo pământ și au întemeiat numeroase așezări agricole și localități. Evreii români, s-a subliniat la conferință, au fost cu adevărat “părinți fondatori” ai Statului Israel, comunitatea evreilor de origine română din Israel jucând un rol important în dezvoltarea statului.